# Lanchester Mark I
A Lanchester Mark I főként a Királyi Haditengerészetnél alkalmazott, 1941-1945 között gyártott géppisztoly. A világháború után még 1960-ig alkalmazták. A német MP28 angol megfelelője, mert időszűkében lemásolták angol mintára.

## Története
A britek a  dunkerque-i evakuáció után 1940-ben - mivel teljesen új fegyver kifejlesztésére nem volt idő - a megbízhatónak ismert német Bergmann MP28 géppisztoly lemásolása mellett döntöttek, bár a tüzelt lőszer eltér az eredetitől. A brit változat gyártásának megtervezése a Sterling Armament Companynál dolgozó George Lanchester nevéhez köthető. Az új fegyvert a  Királyi Légierőnek és a  Királyi Haditengerészetnek szánták, de főként utóbbihoz került. A Lanchester robusztus és megbízható fegyver volt, megjelenésekor a brit ipart még nem állították át teljesen a haditermelésre, így a fegyver felületkezelése igényes, ágyazása pedig diófából készült sárgaréz tusatalppal, amit később acélra cseréltek. Ebből az anyagból készült a tárfészek is. A Lanchester nem nagyon látott harci bevetést néhány kisebb tengerészeti partraszállási manőveren kívül, de szolgálatban maradt a  Királyi Haditengerészetnél jóval a háború után is. Őfelsége hadihajóinak fegyverraktáraiban hosszú évekig lehetett még Lanchestereket látni, bevetésre készen.

## Tudnivalók
A csőköpenyre fel lehet szerelni a standard Lee-Enfield bajonettet. A fegyver szabad hátrasiklású nyitott tömegzáras reteszelésű. Elsütőszerkezete egyes- és sorozatlövés leadására is alkalmas, lőszere a 9 mm-es Parabellum pisztolytöltény. Egy későbbi változata már csak sorozatlövésre volt képes. Tárkapacitása 50 darab, de 32 darabos tár is volt hozzá.

## Működése
A fegyver nyitott zárból tüzelő szabad hátrasiklású tömegzáras (korábbi szóhasználat szerint súlyzáras) fegyver az elsütőbillentyű előtt elhelyezett tűzváltóval. A fa ágyazás a Lee–Enfield puska mintájára készült. 
A bal oldalról behelyezett egyenes szekrénytár 50 vagy 30 darab  9×19 mm Parabellum lőszer befogadására alkalmas. A hüvelyeket jobb oldalon veti ki. 
Mk.1 irányzéka 100 és 600 yard között állítható. Mk.1* egyszerűsített irányzéka 100 és 200 yard között váltható.

## Szolgálat
A fegyver szolgált a a Királyi haditengerészetnél a Kanadai Királyi haditengerészetnél, valamint a Nemzetközösség országainak haditengerészeteinél az 1970-es évekig. Manapság a gyűjtemények megbecsült darabja.
A fegyver folyamatosan adták el különböző hadseregeknek. Ezeket a fegyvereket speciális jelzéssel látták el.

## Fordítás
- Ez a szócikk részben vagy egészben  a   Lanchester submachine gun című angol Wikipédia-szócikk fordításán alapul.  Az eredeti cikk szerkesztőit annak laptörténete sorolja fel. Ez a jelzés csupán a megfogalmazás eredetét és a szerzői jogokat jelzi, nem szolgál a cikkben szereplő információk forrásmegjelöléseként.